# Флоке, Морис
Морис Ноэль Флоке (Пуассон, 25 декабря 1894 г. — Монтору, 10 ноября 2006 г.) — в возрасте 111 лет был самым старым человеком во Франции и одним из последних выживших французских ветеранов Первой мировой войны. На момент смерти ему было 111 лет и 320 дней, на данный момент он самый долгоживущий солдат Франции и самый старый француз в истории. Он был рекордсменом по возрасту во Франции более трех лет.

## Биография

### Во время Первой мировой войны
Флоке служил в артиллерии во время Первой мировой войны. Его военная история описывалась по-разному. Говорят, что он присоединился к ним в сентябре 1914 года, а в декабре 1914 года служил на бельгийском фронте. Несколько раз был ранен. Первая из этих ран была нанесена во время Второй битвы на Марне. Второй произошел во время битве на Сомме в рукопашном бою. Третья рана произошла в Босежурской части Новой Шапели; кусок камня пронзил горло Флоке и затруднил его дыхание. По распространённому мнению, именно вражеский солдат удалил камень и таким образом спас жизнь Флоке.
Год спустя, вернувшись на передовую, Флоке снова получил ранение в голову и левую руку, когда взорвалась граната. Медсестра нашла кусок чужого хряща, когда обрабатывала рану в голове. Ухо Флоке было оторвано. После выздоровления к концу войны Флоке был отправлен на завод по производству бомб, который был закрыт в 1919 году.

### Более поздняя жизнь
После войны Флоке женился и стал мастером по ремонту тракторов. Он работал в своем саду, пока ему не исполнилось 100 лет. В возрасте 110 лет он все еще крутил педали на велотренажере по 20 минут в день на заднем дворе своей квартиры — необычное занятие для такого пожилого человека. Однако к ноябрю 2006 года Флоке описывался как «прикованный к постели».
Флоке стал старейшим из ныне живущих ветеранов Франции 22 марта 2002 года, когда 20 февраля 2003 года скончался Илер-Франсуа Дарбуль в возрасте 109 лет и 54 дней, а затем стал самым старым живым человеком во Франции после смерти 111-летнего уроженца Польши Жозефа Рабенда, и самый старый из ныне живущих европейцев после смерти Ежи Паячковского-Дыдынского 6 декабря 2005 года.
24 марта 2005 г. президент Жак Ширак повысил Флоке до звания офицера Почетного легиона.
В мае 2006 года Флоке стал старейшим подтвержденным человеком во Франции, когда он превзошел уроженца Алжира Эмиля Фуркада (1884—1995), который дожил до 111 лет и 153 дней.
В октябре 2006 года Флоке отправил письма Генри Аллингему (тогда самому старому человеку Великобритании и самому старому из живущих ветеранов) и Роберту Мейеру (самому старому мужчине Германии и самому старому живущему ветерану в то время). Они имели уникальный статус старейших мужчин и самых старых ветеранов своих стран
Флоке умер в возрасте 111 лет, 320 дней 10 ноября 2006 года, всего за день до 88-й годовщины окончания Первой мировой войны. После своей смерти Генри Аллингем стал самым старым из ныне живущих европейцев.